# Rua Coronel Xavier de Toledo
A Rua Coronel Xavier de Toledo, com 300m de extensão, está localizada na região central da cidade de São Paulo. Se inicia na Praça Ramos de Azevedo e termina na rua Bráulio Gomes. É um local majoritariamente comercial, mas alguns prédios e sobrados residenciais também o constituem. Muitas das construções da rua são tombadas, sendo utilizadas apenas os andares térreos para comércio.

## Toponímia
A via também já foi chamada de “Rua da Memória” e “Travessa e Rua do Paredão”, por ter sua origem no paredão de arrimo (um tipo específico de muro que serve para suportar a terra, uma solução de segurança para terrenos em declive e ou com inclinação que receberão cortes para se tornarem planos) na região de Piques, como era chamada a região superior do Anhangabaú.
O nome atual foi oficializado pela lei nº 397, de 20 de maio de 1899 em homenagem ao famoso chefe de polícia Francisco de Paula Xavier de Toledo, antigo morador da rua e pai de Dr. José Xavier de Toledo, conhecido como Magistrado.
Francisco fora chefe de polícia durante governo de Campo Sales, atuando ativamente na contenção e repressão de manifestações da “Questão dos Protocolos” em agosto de 1896  — um acordo negociado entre os dois países estipulando o pagamento de indenizações aos italianos em virtude de danos supostamente causados a pessoas e propriedades de seus nacionais em território brasileiro.
Francisco faleceu em 09 de julho de 1898 com 78 anos.

## Edifício Alexandre Mackenzie
O local onde se encontra o imponente prédio, na esquina do Viaduto do Chá com a Coronel Xavier de Toledo, nem sempre foi um Shopping. Inicialmente, existiu ali o Teatro São José, o segundo com esse nome, já que o primeiro foi destruído por um incêndio em 1898, após 34 anos de funcionamento.
As obras do segundo Teatro São José tiveram início em 1907, ao mesmo tempo em que se desenvolviam as do seu vizinho Theatro Municipal de São Paulo. Foi inaugurado em 1909 e fechado em 1923, quando a São Paulo Tramway, Light and Power Company, empresa que veio para São Paulo para ser responsável pelo abastecimento de energia da cidade, comprou o terreno para construir sua sede.
O prédio que existia antes foi demolido e o Edifício Alexandre Mackenzie, projetado pelos norte-americanos Preston e Curtiss e executado pelo arquiteto brasileiro Ramos de Azevedo, foi construído em seu lugar. O nome do edifício é uma homenagem a um dos criadores do grupo Light, um advogado canadense que foi presidente da empresa entre 1914 e 1928. A construção foi concluída em 1929 e ampliada em 1941. O prédio foi tombado em 1992 e desde 1999, após cautelosa restauração, abriga o Shopping Light.
O prédio até hoje chama a atenção de quem passa pela região. Com nove andares e 50 metros de altura, o prédio mantém características arquitetônicas marcantes do século passado, como os 125 toldos das janelas.

## Transporte
A esquina entre o Viaduto do Chá com a Coronel Xavier de Toledo já foi considerada uma das mais movimentadas da cidade. Por isso, havia uma profusão de bondes que passavam pela região. Inclusive, o primeiro grande marco da Light, que se encontrava nessa mesma esquina, foi criar um circuito elétrico para os bondes da capital que até então eram puxados por burros.